# Majdan Borzechowski
Majdan Borzechowski – wieś w Polsce, położona w województwie lubelskim, w powiecie lubelskim, w gminie Borzechów. Leży na obszarze Równiny Bełżyckiej.
Na terenie miejscowości 22 lipca 1915 r. miała miejsce potyczka wojsk austro-węgierskich i legionistów 4. Pułku Piechoty.
W latach 1975–1998 miejscowość administracyjnie należała do ówczesnego województwa lubelskiego.
Wieś stanowi sołectwo gminy Borzechów. Według Narodowego Spisu Powszechnego z roku 2011 wieś liczyła 91 mieszkańców.
We wsi od 1929 r. działa Ochotnicza Straż Pożarna.
Za informacją ze strony Urzędu Gminy Borzechów czytamy:
"Majdan oznacza plac we wsi, miejsce wykarczowane w lesie. Plac ten kojarzony był z wypalaniem smoły lub terpentyny. Pochodzi z tur. mejdan, 'plac'. Borzechowski pochodzi od nazwy wsi Borzechów.
Las zapewne był własnością dworu w Borzechowie i od tego została utworzona miejscowość Majdan Borzechowski.
Miejscowość pierwszy raz została wymieniona w Słowniku Geograficznym Królestwa Polskiego, który podaje, że wieś leży w powiecie lubelskim, gminie Niedrzwica i parafii Ratoszyn.
Nie ma dokładnej daty powstania wsi, ale prawdopodobnie powstała w XIX w.
Legenda mieszkańców głosi, że pierwszy właściciel przybył z okolic Rzeszowa do dworu w Borzechowie. Nazywał się Dymek i bardzo długo służył w wojsku carskim. Pewnego dnia postanowił uciec z wojska i zatrudnił się w dworze jako woźnica. Ówczesny właściciel dworu darzył go dużą sympatią i postanowił go ukryć, aby nie trafił z powrotem do armii. Pozwolił mu osiedlić się w lesie, a z czasem pomógł zmienić mu nazwisko. Obecnie wieś leży w północnej części gminy i jest oddalona od Borzechowa o 5 km. Nie posiada ciekawych zabytków."
Wierni Kościoła rzymskokatolickiego należą do parafii Matki Bożej Częstochowskiej w Borzechowie.